# (11500) Tomaiyowit
(11500) Tomaiyowit est un astéroïde Apollon potentiellement dangereux découvert le 28 octobre 1989 par Jean Mueller et J. Dave Mendenhall à l'observatoire Palomar.